# Schrems bei Frohnleiten
Schrems bei Frohnleiten falu Ausztriában, Stájerországban, Graz közelében. Közigazgatásilag Frohnleiten része.

## Fordítás
Ez a szócikk részben vagy egészben  a   Schrems bei Frohnleiten című angol Wikipédia-szócikk ezen változatának fordításán alapul.  Az eredeti cikk szerkesztőit annak laptörténete sorolja fel. Ez a jelzés csupán a megfogalmazás eredetét és a szerzői jogokat jelzi, nem szolgál a cikkben szereplő információk forrásmegjelöléseként.